# سینمای آمریکای لاتین
سینمای آمریکای لاتین (انگلیسی: Latin American cinema) مجموعه فیلم‌هایی است که در صنایع فیلم‌سازی آمریکای جنوبی به اضافه سینمای مکزیک و کوبا تولید می‌شوند. سینمای آمریکای لاتین، هم غنی و هم متنوع است. با این‌همه، کانون‌های اصلی آن، آرژانتین، برزیل و مکزیک هستند. سینمای آمریکای لاتین پس از افزوده شدن صدا به فیلم‌ها، که باعث شد مانعی زبانی مقابل ورود فیلم‌های هالیوود ایجاد شود، رونق بیشتری پیدا کرد.